# Carresse-Cassaber
Carresse-Cassaber település Franciaországban, Pyrénées-Atlantiques megyében. Lakosainak száma 662 fő (2022. január 1.). Carresse-Cassaber Sorde-l’Abbaye, Auterrive, Castagnède, Lahontan, Saint-Dos, Saint-Pé-de-Léren és Salies-de-Béarn községekkel határos.

## Népesség
A település népességének változása:
| Lakosok száma | 672  | 659  | 685  | 676  | 669  | 667  | 664  | 660  | 662  |
|               | 2013 | 2015 | 2016 | 2017 | 2018 | 2019 | 2020 | 2021 | 2022 |